# Тебяково
Тебя́ково (рос. Тебяково, марій. Тявак) — присілок у складі Гірськомарійського району Марій Ел, Росія. Входить до складу Ємешевського сільського поселення.

## Населення
Населення — 20 осіб (2010; 25 у 2002).
Національний склад (станом на 2002 рік):
- гірські марійці — 64 %
- марі — 36 %